# Bicarbonat de amoniu
Bicarbonatul de amoniu este un compus anorganic cu formula chimică (NH4)HCO3, fiind format dintr-un anion bicarbonat și un cation amoniu. Este un compus solid care se descompune la dioxid de carbon, apă și amoniac.

## Obținere
Bicarbonatul de amoniu este obținut în urma reacției dintre dioxid de carbon și amoniac:
{\displaystyle {\ce {CO2 + NH3 + H2O -> (NH4)HCO3}}}
Compusul este instabil termic, de aceea soluția obținută este menținută la rece, pentru a favoriza precipitarea sa sub formă solidă. Aproximativ 100.000 de tone au fost produse în anul 1997 prin această metodă.

## Proprietăți
Bicarbonatul de amoniu se descompune la temperaturi mai mari de 36 °C în amoniac, dioxid de carbon și apă, acesta fiind un proces endoterm:
{\displaystyle {\ce {NH4HCO3 -> NH3 + H2O + CO2}}}
Reacționează și cu acizii, formând săruri de amoniu:
{\displaystyle {\ce {NH4HCO3 + HCl -> NH4Cl + CO2 + H2O}}}
Prin reacția cu sulfații metalelor alcalino-pământoase, precipită carbonații acestora:
{\displaystyle {\ce {CaSO4 + 2 NH4HCO3 -> CaCO3 + (NH4)2SO4 + CO2 + H2O.}}}
De asemenea, reacționează cu halogenurile de metale alcaline, formând bicarbonat de metale alcaline și halogenură de amoniu:
NH4HCO3 + NaCl → NH4Cl + NaHCO3;
NH4HCO3 + KI → NH4I + KHCO3;
NH4HCO3 + NaBr → NH4Br + NaHCO3.